# Sacedón (despoblado)
Salcedón (también conocido como Santa María de Salcedón) fue una localidad de la provincia de Segovia, perteneciente en la actualidad al municipio de Lastras de Cuéllar, en la actual comunidad autónoma de Castilla y León. Perteneció a la Comunidad de Villa y Tierra de Cuéllar, estando encuadrado dentro del Sexmo de Hontalbilla.
Al igual que el despoblado de La Serreta, surge en el siglo XII, y aparece citado en el Fuero de Sepúlveda. Además, se conserva una carta por la cual Alfonso VII de Castilla dona al Obispado de Segovia a mediados del siglo XII esta villa illam villam cui nomen est Sacedon quae est yusta Cegam cum istis terminis sicut dividit illud pinar quod est inter Baguilafont et Cegam. Como dice el texto, se situaba en las proximidades del río Cega, cerca de Aguilafuente. En su término se conserva su iglesia convertida en la ermita de Nuestra Señora de Sacedón, patrona de Lastras de Cuéllar, donde se celebra una multitudinaria romería en su honor. Ya estaba despoblado en 1450.